# Кусакин, Николай Фёдорович
Николай Фёдорович Кусакин (1 декабря 1905 года,  Чебоксары,  Казанская губерния,  Российская империя —  13 декабря 1978 года, Москва, Рогожское кладбище) — советский военачальник, полковник (1943).

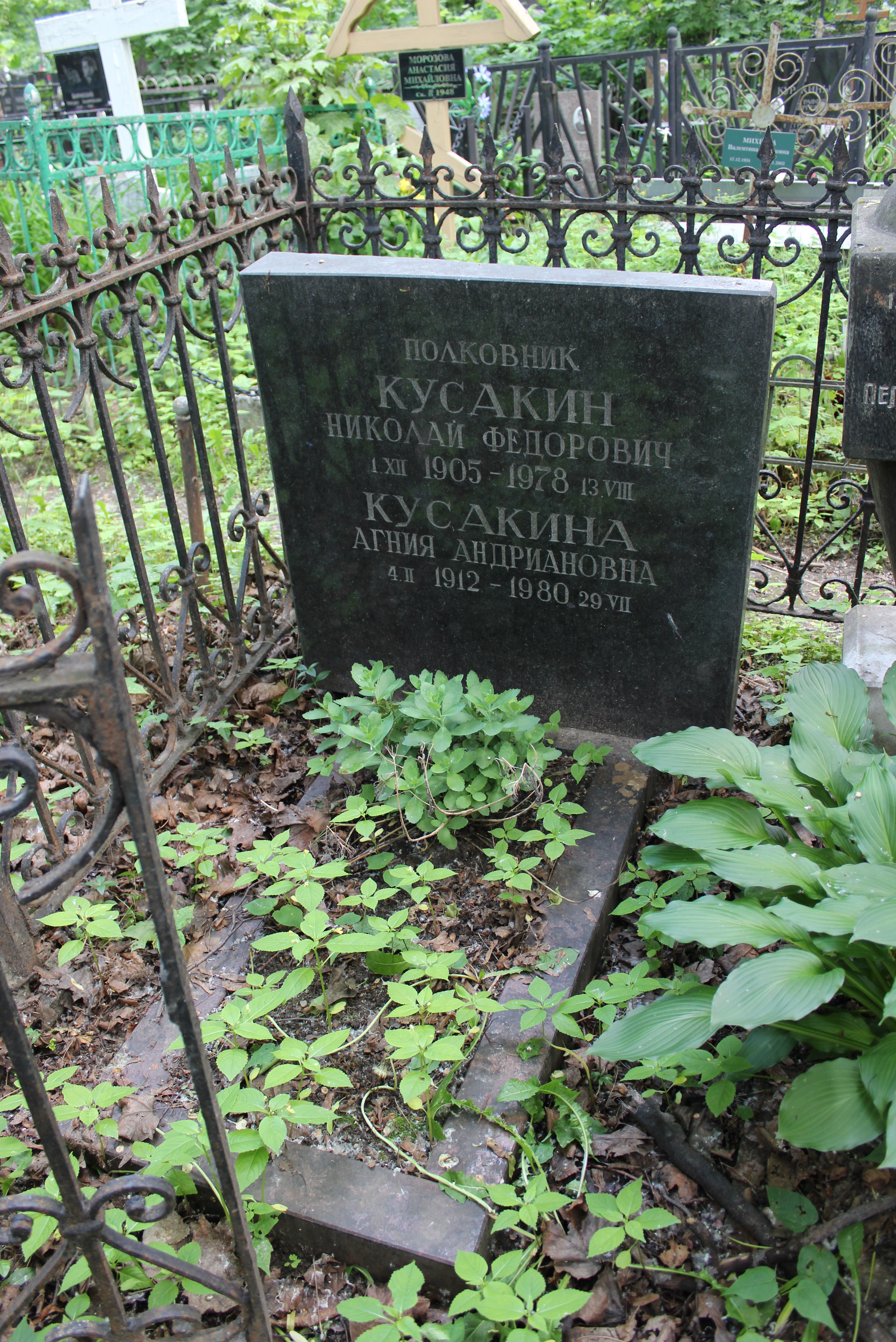

## Биография
Родился 29 февраля 1903 года в городе Чебоксары. Русский.

### Межвоенные годы
С 1922 года по 1924 год работал инспектором физо при спортклубе, затем учился в Ветеринарном институте в городе Казань. После окончания института с 1926 года работал секретарем межведомственной метрической комиссии при Президиуме ЦИК Чувашской АССР.
В декабре 1927 года призван в РККА и зачислен курсантом в команду одногодичников при Объединенной Татаро-Башкирской военной школе им. ЦИК Татарстана города Казань, окончив ее, в октябре 1928 года уволен в запас.
Работал секретарем райисполкома Ельцовского района  Бийского округа, а с его ликвидацией с августа 1930 года переведен инспектором и заведующим райфинотдела в Тогульский район Западно-Сибирского края. В июне 1932 года переехал в Новосибирск и работал экономистом и заместителем управляющего конторой, а с марта 1933 года — начальником планово-финансового отдела военторга СибВО. С мая 1938 года был старшим экономистом Сиблага, а с ноября — начальником планово-финансового экономического отдела и облторготдела. Одновременно в этот период состоял в переменном составе от командира взвода до помощника начальника штаба полка.
В мае 1939 года призван из запаса и назначен помощником начальника штаба 131-го стрелкового полка 78-й стрелковой дивизии СибВО. После отмобилизования в Новосибирске с дивизией переброшен на Дальний Восток в состав 2-й Отдельной Краснознаменной армии. В декабре был демобилизован и убыл в СибВО, но там изъявил желание участвовать в войне с белофиннами в должности старшего адъютанта 114-го отдельного добровольческого комсомольского легколыжного батальона. После окончания Советско-финляндской войны в апреле 1940 года возвратился в округ и назначен адъютантом старшим батальона 418-го стрелкового полка 133-й стрелковой дивизии, а через месяц вступил в должность помощника начальника штаба полка. Член ВКП(б) с 1940 года.

### Великая Отечественная война
В начале войны в июне 1941 года дивизия была передислоцирована на запад и с июля в составе 24-й армии Фронта резервных армий в ходе Смоленского сражения удерживала рубеж в районе города Дорогобуж. В августе она в составе этой же 24-й армии Резервного фронта занималась совершенствованием этого оборонительного рубежа. 1 сентября дивизия по железной дороге была переброшена на великолукское направление в район города Андреаполь и, войдя в состав 22-й армии Западного фронта, заняла оборону на рубеже Старая Красуха, Мосты, Астанец, Жаберо, Охват. В том же месяце лейтенант  Кусакин вступил во временное исполнение обязанностей начальника штаба 418-го стрелкового полка. В начале октября дивизия вела здесь упорные бои, задержав наступление немцев с восточной стороны. 12 октября она была переброшена под город Калинин и в составе 31-й армии Западного, затем Калининского фронтов участвовала в Калининской оборонительной операции, в тяжелых боях северо-восточнее города Калинин. 23 ноября по приказу НКО дивизия вошла в подчинение 16-й армии Западного фронта и специальным транспортном была переброшена для выполнения специального задания — задержать прорвавшиеся части 6-й танковой и 123-й пехотной дивизий немцев по Рогачёвскому шоссе из города Клин. В конце месяца она была окружена на Рогачёвском шоссе, но через двое суток сумела прорваться к своим, после чего вошла в 1-ю ударную армию. С декабря старший лейтенант  Кусакин исполнял должность начальника 1-го (оперативного) отделения штаба 133-й стрелковой дивизии. С переходом в контрнаступление она принимала участие в Клинско-Солнечногорской наступательной операции. В ночь с 14 на 15 декабря 1941 года переброшена в район станции Таруская, Заокская и в составе 49-й армии вела наступление в детченском направлении. К началу февраля 1942 года ее части подошли к городу Юхнов. С 8 по 14 февраля дивизия вела бои в окружении, выйдя из него, заняла оборону на северном секторе Юхновского участка фронта. За проявленный героизм в боях она была преобразована в 18-ю гвардейскую (17.03.1942) и награждена орденом Красного Знамени (03.05.1942). С апреля 1942 года капитан  Кусакин временно исполнял должность начальника штаба этой дивизии. 
В июне 1942 года Кусакин назначен старшим помощником начальника 1-го отделения оперативного отдела штаба 49-й армии Западного фронта. В августе переведен на должность начальника штаба 42-й стрелковой дивизии. До конца сентября ее части в составе 49-й армии вели бои по расширению плацдарма на западном берегу реки Ресса и овладению населенным пунктом Вышнее, затем там же находились в обороне. В марте 1943 года дивизия в составе наступательной операции. В ходе ее с 27 марта подполковник  Кусакин был переведен на должность начальника штаба 338-й стрелковой дивизии. После завершения операции она была выведена во второй эшелон, а в конце апреля занималась строительством опорных пунктов на третьем армейском рубеже в районе Зайцева Гора, Красный Холм. С 13 августа дивизия в составе 49-й, а с 19 сентября — 33-й армий принимала участие в Смоленской, Спас-Деменской, Ельнинско-Дорогобужской и Смоленско-Рославльской наступательных операциях (южнее Ельни). Приказом по войскам Западного фронта от 19.10.1943 полковник  Кусакин был награжден орденом Красного Знамени. С 22 октября дивизия входила в 31-ю, а со 2 января 1944 года — в 5-ю армии и вела бои юго-восточнее Витебска. В конце февраля 1944 года освобожден от должности «за ложную информацию» и назначен командиром 384-го стрелкового полка 157-й стрелковой дивизии этой же 5-й армии, затем с 16 марта допущен к исполнению должности начальника штаба этой же дивизии. С 26 по 29 марта временно командовал 157-й стрелковой дивизией. С 16 апреля она перешла в подчинение 33-й армии Западного фронта (с 24 апреля — 2-го Белорусского) и с 29 июня принимала участие в Белорусской, Минской, Вильнюсской и Каунасской наступательных операциях. За отличные боевые действия по прорыву обороны немцев на реке Неман ей было присвоено наименование «Неманская» (12.8.1944). С 11 по 28 августа дивизия находилась на пополнении, затем вошла в состав 11-й гвардейской армии 3-го Белорусского фронта и заняла оборону на рубеже рек Шешупе и Шеймена. Приказом по войскам фронта от 24.09.1944 полковник  Кусакин был награжден орденом Красного Знамени. Со 2 октября дивизия вошла в 5-ю армию и участвовала в Гумбиненской, Восточно-Прусской, Инстербургско-Кёнигсбергской наступательных операциях. За образцовое выполнение заданий командования в боях при прорыве обороны немцев в Восточной Пруссии она была награждена орденом Кутузова 2-й ст. (19.02.1945), этого же ордена удостоен и ее начальник штаба полковник  Кусакин (19.04.1945). С 14 марта 1945 года вступил в командование 157-й стрелковой Неманской ордена Кутузова дивизией.

### Советско-японская война
С 20 апреля 1945 года дивизия была выведена в резерв Ставки ВГК и к 30 мая передислоцирована на Дальний Восток в состав Приморской группы войск. С 9 августа 1945 года она в составе 5-й армии 1-го Дальневосточного фронта участвовала в Маньчжурской, Харбино-Гиринской наступательных операциях. За образцовое выполнение заданий командования в боях против японских войск на Дальнем Востоке при форсировании реки Уссури, прорыве Хутоуского, Мишаньского, Пограничненского и Дуннинского укрепленных районов, овладении городами Мишань, Яньцзи, Харбин она была награждена орденом орденом Суворова 2-й ст. (19.9.1945), а ее командир полковник  Кусакин — вторым орденом Кутузова 2-й ст. (26.8.1945).

### Послевоенное время
После войны с сентября 1945 года состоял в распоряжении Военного совета 5-й армии, затем убыл в ГУК НКО и с марта 1946 года зачислен слушателем на курсы усовершенствования командиров стрелковых дивизий при Военной академии им. М. В. Фрунзе. После окончания в январе 1947 года оставлен в ней преподавателем по оперативно-тактической подготовке и тактическим руководителем учебной группы основного факультета. В августе переведен в Военно-политическую академию им. В. И. Ленина старшим преподавателем кафедры общей тактики. 11 августа 1960 года гвардии полковник Кусакин  уволен в запас.

## Награды
- три ордена Красного Знамени (09.07.1942[4], 19.10.1943[5],   24.09.1944[6])
- два ордена Кутузова II степени (02.01.1945[7], 26.08.1945[8])
- орден Красной Звезды (03.11.1953)[9]
- медали в том числе:
  - «За боевые заслуги» (20.06.1949)[9]
  - «За оборону Москвы»
  - «За Победу над Германией в Великой Отечественной войне 1941—1945 гг.» (1945)
  - «За победу над Японией» (1945)

Приказы (благодарности) Верховного Главнокомандующего в которых отмечен Н. Ф. Кусакин
- За завершение ликвидации окруженной восточно-прусской группы немецких войск юго-западнее Кенигсберга. 29 марта 1945 года. № 317.
- За форсирование реки Уссури, прорыв Хутоуского, Мишаньского, Пограничненского и Дуннинского укрепленных районов японцев и овладение городами Мишань, Гирин, Яньцзи, Харбин. 23 августа 1945 года. № 372.